# Parang (Sulu)
Parang è una municipalità di quarta classe delle Filippine, situata nella Provincia di Sulu, nella Regione Autonoma nel Mindanao Musulmano.
Parang è formata da 40 baranggay:
- Alu Layag-Layag
- Alu Pangkoh
- Bagsak
- Bawisan
- Biid
- Bukid
- Buli Bawang
- Buton
- Buton Mahablo
- Danapa
- Duyan Kabao
- Gimba Lagasan
- Kaha
- Kahoy Sinah

- Kanaway
- Kutah Sairap
- Lagasan Higad
- Lanao Dakula
- Laum Buwahan
- Laum Suwah
- Liang
- Linuho
- Lipunos
- Lower Sampunay
- Lumbaan Mahaba
- Lungan Gitong
- Lupa Abu

- Nonokan
- Paugan
- Payuhan
- Piyahan
- Poblacion (Parang)
- Saldang
- Sampunay
- Silangkan
- Taingting
- Tikong
- Tukay
- Tumangas
- Wanni Piyanjihan